# The Hogan Family
The Hogan Family é  uma sitcom norte-americana, produzida pela Warner Bros. Television e foi ao ar a partir de 1 de março de 1986 até 20 de julho de 1991.
A história girava em torno de uma família e suas situações do cotidiano, na maioria dos casos, tramas rápidas. Em princípio, o programa era chamado de Valerie, baseado no protagonista, a actriz Valerie Harper. Harper saiu da série após a segunda temporada por causa de uma disputa com os produtores da série. Sandy Duncan entrou para o elenco como a tia das crianças, que se mudou e transformou-se eficazmente em sua mãe substituta. Com a saída de Harper, após duas temporadas, a série foi rebatizada de Valerie's Family: The Hogans para The Hogan Family.
The Hogan Family foi televisionada nos Estados Unidos pelos canais NBC (1986-1990), que após cancelamento, a CBS passou a exibi-la (1990-1991). Na Espanha, a série estreou em 14 de julho de 1990. No Brasil a série pela TV Record em 1992..